# مونته ویدون کورادو
مونته ویدون کورادو (به ایتالیایی: Monte Vidon Corrado) یک کومونه در ایتالیا است که در استان فرمو واقع شده‌است.

## خصوصیات
مونته ویدون کورادو ۶٫۰ کیلومترمربع مساحت و ۸۴۰ نفر جمعیت دارد و ۴۲۹ متر بالاتر از سطح دریا واقع شده‌است.